# Telcrucito de Piedra Pintada
Telcrucito de Piedra Pintada är en ort i Mexiko.   Den ligger i kommunen Cuautitlán de García Barragán och delstaten Jalisco, i den södra delen av landet, 500 km väster om huvudstaden Mexico City. Telcrucito de Piedra Pintada ligger 968 meter över havet och antalet invånare är 146.
Terrängen runt Telcrucito de Piedra Pintada är kuperad åt sydost, men åt nordväst är den bergig. Runt Telcrucito de Piedra Pintada är det glesbefolkat, med 13 invånare per kvadratkilometer. Närmaste större samhälle är Minatitlán, 19,4 km sydost om Telcrucito de Piedra Pintada. I omgivningarna runt Telcrucito de Piedra Pintada växer i huvudsak lövfällande lövskog.